# アルフィオ・バシーレ
アルフィオ・バシーレ（Alfio Rubén Basile, 1943年11月1日 - ）は、アルゼンチン・ブエノスアイレス州バイアブランカ出身の元サッカー選手、現サッカー指導者。選手時代のポジションはディフェンダー（センターバック）。選手時代にアルゼンチン代表であり、また監督としても2度に渡ってアルゼンチン代表を率いた。

## 経歴

### 選手
地元のベリャ・ビスタからデビュー。1964年から1970年まではラシン・クルブでプレーし、1966年にはプリメーラ・ディビシオンで、1967年にはコパ・リベルタドーレスとインターコンチネンタルカップで優勝した。1971年にはCAウラカンに移籍し、セサル・ルイス・メノッティ監督の下でメトロポリターノ1973を制した。1975年に現役引退した。1968年から1975年にはアルゼンチン代表としてプレーし、8試合出場1得点を記録した。

### 指導者

#### 初期の指導者経歴
現役引退後には数多くのクラブの指揮を執った。アルゼンチン国内のクラブではCAロサリオ・セントラル、ラシン・クルブ、CAウラカン、CAベレス・サルスフィエルドなどを指揮し、ウルグアイのナシオナル・モンテビデオやスペインのアトレティコ・マドリードでも監督を務めた。

#### アルゼンチン代表監督（1度目）
1991年にはカルロス・ビラルド監督の後任としてアルゼンチン代表監督に就任。ガブリエル・バティストゥータ、ディエゴ・シメオネ、フェルナンド・レドンドら若手選手を積極的に登用し、1991年と1993年にはコパ・アメリカで2連覇を達成したほか、1992年にはキング・ファド・カップで優勝した。1994 FIFAワールドカップ・南米予選は10ヶ国による総当たり戦ではなく、4ヶ国 と5ヶ国の2グループによるリーグ戦で行われたが、コロンビア戦で0-5の惨敗を喫したため、一度は代表引退していたベテランのディエゴ・マラドーナを招集せざるを得なかった。アルゼンチンはコロンビアに次ぐ2位となり、オーストラリア（オセアニア地区）との大陸間プレーオフに勝利して本大会出場を決めた。
アメリカで開催された1994 FIFAワールドカップ本大会では、グループリーグでナイジェリア、ブルガリア、ギリシャと同組となった。初戦のギリシャ戦はバティストゥータのハットトリックで4-0と快勝し、2得点を挙げたクラウディオ・カニーヒアの活躍でナイジェリア戦にも勝利したが、ナイジェリア戦後のドーピング検査でマラドーナの尿から禁止薬物が検出され、マラドーナは大会からの即時追放処分を受けた。3戦目のブルガリア戦には0-2で敗れ、ブルガリアやナイジェリアと同勝ち点の3位に終わったが、3位国同士の成績で最上位となって決勝トーナメントに進出した。決勝トーナメント1回戦ではルーマニアと対戦し、2-3で敗れて大会からの敗退が決定した。大会後に代表監督辞任を発表した。

#### ボカ（1度目）
CAサン・ロレンソ・デ・アルマグロ、メキシコのクルブ・アメリカ、CAコロンなどで采配を振るったが、成功の度合いは様々だった。2005年7月にはボカ・ジュニアーズ監督に就任し、1ヶ月後にはレコパ・スダメリカーナのタイトルを獲得した。アペルトゥーラ2005では、約30年の指導者キャリアで初のプリメーラ・ディビシオン優勝を飾った。この4日後にはコパ・スダメリカーナ決勝でUNAMプーマス（メキシコ）を破って優勝し、就任後の半年で3個のトロフィーを獲得した。

#### アルゼンチン代表監督（2度目）
2006年7月、2006 FIFAワールドカップ後に退任したホセ・ペケルマン監督の後任として、再びアルゼンチン代表監督に就任した。9月14日まではボカ・ジュニアーズも指揮し、レコパ・スダメリカーナではサンパウロFC（ブラジル）を破って2連覇を果たした。バシーレはイングランド・プレミアリーグよりもイタリア・セリエAやスペイン・リーガ・エスパニョーラを好み、マンチェスター・ユナイテッドFCでプレーしていたカルロス・テベスやリヴァプールFCでプレーしていたハビエル・マスチェラーノには、イタリアへのクラブへの移籍を勧め、「たとえ2部リーグでプレーすることになろうとも、（イングランドよりも）ユヴェントスFCでプレーする方が良い」とまで主張した。2008年10月15日、2010 FIFAワールドカップ・南米予選でマルセロ・ビエルサ監督率いるチリと対戦したが、公式戦で初めてチリに敗れ、翌日に代表監督の辞任を発表した。紆余曲折あったものの、バシーレの後任の代表監督にはマラドーナが就任した。

#### ボカ（2度目）とラシン（3度目）
2009年7月1日、カルロス・イスチア監督の後任としてボカ・ジュニアーズ監督に就任した。しかし、マル・デル・プラタで行われたサマートーナメントではライバルのCAリーベル・プレートに1-3で敗れ、アペルトゥーラ2009ではコパ・リベルタドーレスの出場権獲得に失敗した。成績不振により、2010年1月21日に辞任した。2011年12月26日、辞任したディエゴ・シメオネ監督の後任としてラシン・クルブ監督に就任（3度目）した。

## 所属クラブ

### 選手歴
- ラシン・クルブ 1964-1970
- CAウラカン 1971-1975

### 指導歴
| - CAチャカリタ・ジュニアーズ 1975-1976 - CAロサリオ・セントラル 1976 - ラシン・クルブ 1977 - CAラシン 1978 - インスティトゥートACコルドバ 1979 - CAラシン 1980 - インスティトゥートACコルドバ 1981 - CAウラカン 1982 - CAラシン 1983 - CAタジェレス 1983 - CAベレス・サルスフィエルド 1984-1986 - ラシン・クルブ 1986-1989 | - CAベレス・サルスフィエルド 1989-1990 - ナシオナル・モンテビデオ - アトレティコ・マドリード - アルゼンチン代表 1991-1994 - ラシン・クルブ 1996-1998 - CAサン・ロレンソ・デ・アルマグロ 1998 - クルブ・アメリカ 2000-2001 - CAコロン 2004 - ボカ・ジュニアーズ 2005-2006 - アルゼンチン代表 2006-2008 - ボカ・ジュニアーズ 2009-2010 - ラシン・クルブ 2012 |

## 代表歴

### 試合数
- 国際Aマッチ 7試合 1得点（1968年-1969年）[9]

| アルゼンチン代表 | 国際Aマッチ | 国際Aマッチ |
| 年               | 出場        | 得点        |
| ---------------- | ----------- | ----------- |
| 1968             | 4           | 1           |
| 1969             | 3           | 0           |
| 通算             | 7           | 1           |

## タイトル

### 選手時代
ラシン・クルブ
- プリメーラ・ディビシオン : 1966
- コパ・リベルタドーレス : 1967
- インターコンチネンタルカップ : 1967

ウラカン
- プリメーラ・ディビシオン : 1973M

### 指導者時代
アルゼンチン代表
- コパ・アメリカ : 1991, 1993
- キング・ファド・カップ : 1992

ボカ・ジュニアーズ
- プリメーラ・ディビシオン : 2005-06A, 2005-06C
- コパ・スダメリカーナ : 2005
- レコパ・スダメリカーナ : 2005, 2006

ラシン・クルブ
- スーペルコパ・スダメリカーナ : 1988